# Armand von Nordmann
Armand von Nordmann,  né le 31 août 1759 à Molsheim et mort le 6 juillet 1809 à la bataille de Wagram, est un officier français. Il change son allégeance pour servir l'Autriche des Habsbourg pendant la Révolution française.

## Biographie
Armand von Nordmann naît le 31 août 1759 à Molsheim.
Il commence sa carrière militaire en France puis la quitte à la suite de la Révolution. En 1794 il entre au service des Habsbourg et commande la Légion de Bourbon puis le 10e régiment de hussards. En 1805 il est général de brigade et commande une brigade en Italie.
Armand von Nordmann meurt le 6 juillet 1809 à la bataille de Wagram.